# ジョシュ・コスチェック
ジョシュ・コスチェック（Josh Koscheck、1977年11月30日 - ）は、アメリカ合衆国の男性元総合格闘家。ペンシルベニア州ウェインズバーグ出身。デスローン・ベースキャンプ所属。
リアリティ番組「The Ultimate Fighter」シーズン1出身の選手である。

## 来歴
5歳頃にレスリングを始め、エディンボロ大学ではNCAAディビジョン1の174ポンド級で2000年に準優勝、2001年に王者となった。オールアメリカンには4度選出された。
アメリカン・キックボクシング・アカデミーの指導員であったボブ・クックに誘われ、総合格闘技を始めた。
2005年1月、リアリティ番組「The Ultimate Fighter」シーズン1に参加。ミドル級トーナメントに残るも、初戦でディエゴ・サンチェスに敗れる。問題児であり、クリス・リーベンに水を掛けたりしていた。UFCデビュー戦となる4月9日のフィナーレでは、クリストファー・サンフォードにKO勝ち。
その後しばらくはUFC Fight Nightを主戦場とし、ドリュー・フィケットに敗れるものの、ピート・スプラット、アンサー・チャランゴフ、デイブ・メネー、ジョナサン・グレ、ジェフ・ジョスリンらを破り、層の厚いUFCウェルター級でその実力を発揮した。
2007年4月7日、UFC 69でディエゴ・サンチェスを3-0の判定で降し、リベンジに成功した。
2007年8月25日、UFC 74でジョルジュ・サンピエールと対戦し、判定負けを喫した。
2008年10月25日、UFC 90でチアゴ・アウベスと対戦し、判定負けを喫した。
2008年12月10日、UFC: Fight for the Troopsで吉田善行と対戦し、右ストレートからの右フックで吉田を失神させKO勝ち。ノックアウト・オブ・ザ・ナイトを受賞した。
2009年2月21日、UFC 95でパウロ・チアゴと対戦し、TKO負けを喫した。9月19日、UFC 103でフランク・トリッグにTKO勝ちを収めた。11月21日、UFC 106でアンソニー・ジョンソンにチョークスリーパーで一本勝ちし、ファイト・オブ・ザ・ナイトおよびサブミッション・オブ・ザ・ナイトをダブル受賞した。
2010年5月8日、UFC 113でポール・デイリーと対戦し、判定勝ち。試合終了直後にデイリーに殴られるハプニングがあった。
2010年9月から放送されたThe Ultimate Fighter 12でコーチを務め、相手チームのコーチであったジョルジュ・サンピエールと因縁を作った。12月11日、UFC 124のUFC世界ウェルター級タイトルマッチで王者サンピエールと3年3か月ぶりに再戦し、何度も鋭いパンチを受け、0-3の判定負けを喫し王座獲得に失敗した。この試合はファイト・オブ・ザ・ナイトを受賞した。
2011年9月24日、UFC 135でマット・ヒューズと対戦し、パウンドでKO勝ち。ノックアウト・オブ・ザ・ナイトを受賞した。
2012年8月、デイブ・カマリロからブラジリアン柔術黒帯を授与された。
2012年9月1日、ヘッドコーチのハビアー・メンデスとの対立で長年所属してきたアメリカン・キックボクシング・アカデミー(AKA)を脱退した。
2013年2月23日、UFC 157でロビー・ローラーと対戦し、1RTKO負け。
2013年11月16日、UFC 167でタイロン・ウッドリーと対戦。右ストレートで1RKO負け。
2015年2月28日、UFC 184でウェルター級11位のジェイク・エレンバーガーと対戦し、一本負け。これでUFC4連敗となった。
2015年3月21日、UFC Fight Night: Maia vs. LaFlareでエリック・シウバと対戦し、1Rにギロチンチョークで一本負け。この試合を最後にUFCからリリースされた。
2018年6月28日、引退を表明した。

## 戦績

### 総合格闘技
| 総合格闘技 戦績 | 総合格闘技 戦績 | 総合格闘技 戦績 | 総合格闘技 戦績 | 総合格闘技 戦績 | 総合格闘技 戦績 | 総合格闘技 戦績 |
| --------------- | --------------- | --------------- | --------------- | --------------- | --------------- | --------------- |
| 28 試合         | (T)KO           | 一本            | 判定            | その他          | 引き分け        | 無効試合        |
| 17 勝           | 5               | 5               | 7               | 0               | 0               | 0               |
| 11 敗           | 4               | 3               | 4               | 0               | 0               | 0               |

| 勝敗 | 対戦相手                 | 試合結果                                   | 大会名                                                                  | 開催年月日     |
| ×    | マウリシオ・アロンソ     | 1R 4:42 TKO（スタンドパンチ連打）          | Bellator 172: Thomson vs. Pitbull                                       | 2017年2月18日  |
| ×    | エリック・シウバ         | 1R 4:21 ギロチンチョーク                   | UFC Fight Night: Maia vs. LaFlare                                       | 2015年3月21日  |
| ×    | ジェイク・エレンバーガー | 2R 4:20 ノースサウスチョーク               | UFC 184: Rousey vs. Zingano                                             | 2015年2月28日  |
| ×    | タイロン・ウッドリー     | 1R 4:38 KO（右ストレート）                 | UFC 167: St-Pierre vs. Hendricks                                        | 2013年11月16日 |
| ×    | ロビー・ローラー         | 1R 3:57 TKO（パウンド）                    | UFC 157: Rousey vs. Carmouche                                           | 2013年2月23日  |
| ×    | ジョニー・ヘンドリックス | 5分3R終了 判定1-2                          | UFC on FOX 3: Diaz vs. Miller                                           | 2012年5月5日   |
| ○    | マイク・ピアース         | 5分3R終了 判定2-1                          | UFC 143: Diaz vs. Condit                                                | 2012年2月4日   |
| ○    | マット・ヒューズ         | 1R 4:59 KO（パウンド）                     | UFC 135: Jones vs. Rampage                                              | 2011年9月24日  |
| ×    | ジョルジュ・サンピエール | 5分5R終了 判定0-3                          | UFC 124: St-Pierre vs. Koscheck 2 【UFC世界ウェルター級タイトルマッチ】 | 2010年12月11日 |
| ○    | ポール・デイリー         | 5分3R終了 判定3-0                          | UFC 113: Machida vs. Shogun 2                                           | 2010年5月8日   |
| ○    | アンソニー・ジョンソン   | 2R 4:47 チョークスリーパー                 | UFC 106: Ortiz vs. Griffin 2                                            | 2009年11月21日 |
| ○    | フランク・トリッグ       | 1R 1:25 TKO（右ストレート→パウンド）       | UFC 103: Franklin vs. Belfort                                           | 2009年9月19日  |
| ×    | パウロ・チアゴ           | 1R 3:29 TKO（スタンドパンチ連打）          | UFC 95: Sanchez vs. Stevenson                                           | 2009年2月21日  |
| ○    | 吉田善行                 | 1R 2:15 KO（右フック）                     | UFC: Fight for the Troops                                               | 2008年12月10日 |
| ×    | チアゴ・アウベス         | 5分3R終了 判定0-3                          | UFC 90: Silva vs. Cote                                                  | 2008年10月25日 |
| ○    | クリス・ライトル         | 5分3R終了 判定3-0                          | UFC 86: Jackson vs. Griffin                                             | 2008年7月5日   |
| ○    | ダスティン・ヘイズレット | 2R 1:24 TKO（左ハイキック→パウンド）       | UFC 82: Pride of a Champion                                             | 2008年3月1日   |
| ×    | ジョルジュ・サンピエール | 5分3R終了 判定0-3                          | UFC 74: Respect                                                         | 2007年8月25日  |
| ○    | ディエゴ・サンチェス     | 5分3R終了 判定3-0                          | UFC 69: Shootout                                                        | 2007年4月7日   |
| ○    | ジェフ・ジョスリン       | 5分3R終了 判定3-0                          | UFC Fight Night: Sanchez vs. Riggs                                      | 2006年12月13日 |
| ○    | ジョナサン・グレ         | 1R 4:10 ギブアップ（バックマウントパンチ） | UFC Fight Night 6                                                       | 2006年8月17日  |
| ○    | デイブ・メネー           | 5分3R終了 判定3-0                          | Ultimate Fight Night 5                                                  | 2006年6月28日  |
| ○    | アンサー・チャランゴフ   | 1R 3:29 チョークスリーパー                 | Ultimate Fight Night 4                                                  | 2006年4月6日   |
| ×    | ドリュー・フィケット     | 3R 4:38 チョークスリーパー                 | Ultimate Fight Night 2                                                  | 2005年10月3日  |
| ○    | ピート・スプラット       | 1R 1:53 チョークスリーパー                 | Ultimate Fight Night 1                                                  | 2005年8月6日   |
| ○    | クリス・サンフォード     | 1R 4:21 KO（パンチ）                       | The Ultimate Fighter 1 Finale                                           | 2005年4月9日   |
| ○    | ルーク・クモ             | 5分3R終了 判定3-0                          | Ring of Combat 6                                                        | 2004年4月24日  |
| ○    | クルーズ・チャコン       | 3R 2:57 ネッククランク                     | King of the Rockies                                                     | 2004年1月3日   |

### 総合格闘技エキシビション
| 勝敗 | 対戦相手             | 試合結果          | 大会名                 | 開催年月日     |
| ×    | ディエゴ・サンチェス | 5分3R終了 判定1-2 | The Ultimate Fighter 1 | 2004年10月30日 |
| ○    | クリス・リーベン     | 5分2R終了 判定3-0 | The Ultimate Fighter 1 | 2004年10月13日 |

## 獲得タイトル
- レスリング NCAAディビジョン1 王者（2001年）[2]

## 表彰
- レスリング NCAAディビジョン1 オールアメリカン（1999年、 2000年、 2001年、 2002年）
- UFC ファイト・オブ・ザ・ナイト（2回）
- UFC ノックアウト・オブ・ザ・ナイト（2回）
- UFC サブミッション・オブ・ザ・ナイト（1回）